# 李廷机
李廷机（1542年—1616年），字尔张，号九我，福建泉州府晉江縣新门外浮桥（今属泉州市鲤城区浮桥街道）人。明朝政治人物，萬曆時官至禮部尚書、文淵閣大學士，為内阁首辅。

## 生平
嘉靖二十一年（1542年）⽣。以贡入太学，隆慶四年（1570年）庚午科順天府（今北京）乡试第一。万历十一年（1583年），会试复第一，以榜眼进士第二，授编修。十九年浙江主考，二十年升侍读，本年升右中允，清理贴黄，二十一年升司经局洗马，二十二年升右谕德，本年南京主考，二十三年升右庶子，二十四年累迁國子監祭酒，二十五年升少詹事兼侍读学士，二十六年升任南京吏部右侍郎，二十九年改礼部右侍郎，三十五年升礼部尚书兼东阁大学士。
万历三十四年（1606年），廷机受萬曆赏识，以禮部尚書兼東閣大學士入内阁參預機務，但言路認為他與前首輔申時行、沈一貫等私相授受，因而受到不少言官的反对，交章彈劾。万历三十六年（1608年），朝臣论首辅朱赓罪，兼及李廷机，李闭门数月不出，内阁事务都由当时新入阁的叶向高处理。随后数年一直不断有人上疏攻击，李萌生辭意，賣掉燕京房屋產業，賑濟貧苦，並將親人遣回泉州，自己隱居真武廟，请求退休足足五年，連續上書120回，皇帝視若無睹，最後李廷机冒罪自行回籍。万历四十年（1612年），皇帝终於准许李廷机致仕。
九月晋太子太保回籍，居四年卒，赠少保，谥文节。《明史》本傳记其人“遇事有执，尤廉洁，然性刻深，亦颇偏愎，不谙大体。”，而執政“系閣籍六年，秉政止九月，無大過”“廷機輔政時，四川巡撫喬璧星銳欲討鎮雄安堯臣，與貴州守臣持議不決。廷機力主撤兵，其後卒無事，議者稱之。”

## 述
- 《四书垂世宗意》10卷   《燕居录文集》          《五经纂注》20卷      《性理综要》       22卷
- 《四书口义》    3卷    《汉书要删文粹》6卷     《秦汉殊言》    4卷        《性理大方》       70卷
- 《四书臆说》           《在官录》      1卷     《性理删》      5卷        《春秋讲章》  6卷
- 《易经纂注》    4卷    《易答问》 4卷

## 家族
曾祖李敏輔；祖父李璞；父李宗禹。母陈氏。永感下。弟廷材、廷柱。